# Binjai (Binjai Kota)
Binjai is een bestuurslaag in het regentschap Binjai van de provincie Noord-Sumatra, Indonesië. Binjai telt 2728 inwoners (volkstelling 2010).